# Premierzy Bermudów

## Lista premierówBermudów
| Osoba      | Osoba                           | Kadencja             | Kadencja             | Partia polityczna           |
| #          | Imię i Nazwisko                 | Od                   | Do                   | Partia polityczna           |
| ---------- | ------------------------------- | -------------------- | -------------------- | --------------------------- |
| Szef rządu |                                 |                      |                      |                             |
| 1          | Henry Tucker (1903–1986)        | 10 czerwca 1968      | 29 grudnia 1971      | Zjednoczona Partia Bermudów |
| 2          | Edward Richards (1908–1991)     | 29 grudnia 1971      | 18 kwietnia 1973     | Zjednoczona Partia Bermudów |
| Premier    |                                 |                      |                      |                             |
| (2)        | Edward Richards (1908–1991)     | 18 kwietnia 1973     | 29 grudnia 1975      | Zjednoczona Partia Bermudów |
| 3          | John Henry Sharpe (1921–1999)   | 29 grudnia 1975      | 30 sierpnia 1977     | Zjednoczona Partia Bermudów |
| 4          | David Gibbons (1927–2014)       | 30 sierpnia 1977     | 15 stycznia 1982     | Zjednoczona Partia Bermudów |
| 5          | John Swan (1935–)               | 15 stycznia 1982     | 25 sierpnia 1995     | Zjednoczona Partia Bermudów |
| 6          | David Saul (1939–)              | 25 sierpnia 1995     | 27 marca 1997        | Zjednoczona Partia Bermudów |
| 7          | Pamela Gordon (1955–)           | 27 marca 1997        | 10 listopada 1998    | Zjednoczona Partia Bermudów |
| 8          | Jennifer M. Smith (1947–)       | 10 listopada 1998    | 29 lipca 2003        | Postępowa Partia Pracy      |
| 9          | William Alexander Scott (1940–) | 29 lipca 2003        | 30 października 2006 | Postępowa Partia Pracy      |
| 10         | Ewart Brown (1946–)             | 30 października 2006 | 29 października 2010 | Postępowa Partia Pracy      |
| 11         | Paula Cox (1964–)               | 29 października 2010 | 18 grudnia 2012      | Postępowa Partia Pracy      |
| 12         | Craig Cannonier (1963–)         | 18 grudnia 2012      | 19 maja 2014         | Sojusz Jedne Bermudy        |
| 13         | Michael Dunkley (1958–)         | 19 maja 2014         | 19 lipca 2017        | Sojusz Jedne Bermudy        |
| 14         | E. David Burt (1979–)           | 19 lipca 2017        | nadal                | Postępowa Partia Pracy      |